# Ningde
Ningde (cinese: 宁德; pinyin: Níngdé) è una città con status di prefettura della provincia di Fujian, in Cina.

## Geografia antropica

### Suddivisioni amministrative
La prefettura di Ningde è a sua volta divisa in 1 distretto, 2 città e 6 contee.
- Distretto di Jiaocheng (蕉城区/蕉城區 Ciĕu-siàng-kṳ̆)
- Fu'an (福安市 Hók-ăng-chê)
- Fuding (福鼎市 Hók-tīng-chê)
- Contea di Xiapu (霞蒲县/霞蒲縣 Hà-puō-gâing)
- Contea di Gutian (古田县/古田縣 Kŭ-chèng-gâing)
- Contea di Pingnan (屏南县/屏南縣 Bìng-nàng-gâing)
- Contea di Shouning (寿宁县/壽寧縣 Sêu-nìng-gâing)
- Contea di Zherong (柘荣县/柘榮縣 Ciá-ìng-gâing)
- Contea di Zhouning (周宁县/周寧縣 Ciŭ-nìng-gâing)